# Nándor Dáni
Nándor Dáni (Budapest, 30 de mayo de 1871 - Budapest, 31 de diciembre de 1949) fue un atleta húngaro, que compitió en los Juegos Olímpicos de Atenas 1896.
Dáni compitió en la prueba de 800 metros llanos, logrando la segunda posición en su serie clasificatoria para avanzar a la final. Allí, terminó detrás de Teddy Flack de Australia, el mismo corredor que lo batió en la serie. El tiempo final de Dáni fue de 2:11.8, apenas por detrás del tiempo de Flack, quien marcó 2:11.0.